# Булдаков Олексій Іванович
Олексій Іванович Булдако́в (рос. Алексе́й Ива́нович Булдако́в; 26 березня 1951, Макаровка, Ключівський район, Алтайський край, Російська РФСР — 3 квітня 2019, Улан-Батор, Монголія) — радянський і російський актор театру і кіно, народний артист Росії (2009).

## Життєпис
Народився 26 березня 1951 року в селі Макарівка Ключевського району Алтайського краю. Потім родина переїхала в Павлодар. Олексій займався боксом і класичною боротьбою. Закінчив театральну студію при Павлодарському драматичному театрі ім. А. П. Чехова (1969). Працював на Павлодарському тракторному заводі.
До 1976 року працював в театрах Павлодара, Томська, Рязані. До 1982 року — у Карагандинському обласному російською драматичному театрі імені К. С. Станіславського. Впродовж 1985—1993 років — актор Театру-студії кіностудії «Білорусьфільм».
До 1995 року був переважно актором другого плану, але роль генерала Іволгіна (прототип — генерал Лебедь Олександр Іванович) у фільмі «Особливості національного полювання» зробила з Олексія Булдакова по-справжньому народну зірку.
Наприкінці 1990-х років разом із Владиславом Забєліним випустив альбом «Особливості національного шансону», де заспівав пісні «З бодуна» та інші.
У 2001 році, як співак, випустив сольний диск з групою Євгена Бедненко «Хорус» «Обіймаю всіх», куди увійшли 14 пісень, спеціально написані для актора поетом Анатолієм Поперечним і композитором Євгеном Бедненко.
У лютому 2011 року вийшов новий диск актора «Старе танго» — співають Олексій і Людмила Булдакова у супроводі групи «Хорус» — пісні Євгена Бедненко на вірші Дмитра Здраєвського.
3 квітня 2019 року, на 69-му році, перебуваючі на гастролях у Монголії, актор пішов з життя. Про смерть 68-річного актора повідомив президент фестивалю театру і кіно «Амурська осінь» Сергій Новожилов. Причина смерті — тромб, що обірвався. Прощання з актором відбулася 8 квітня у Будинку кіно. Похований на Троєкурівському кладовищі (21-а ділянка).

## Родина
Був двічі одружений. Перша дружина — актриса Людмила Кормуніна (раптово померла 28.11.2016), донька народного артиста Білоруської РСР Павла Кормуніна (1919—2002). Позашлюбний син Іван проживає на Мальті разом з матір'ю і вітчимом.
Друга дружина — Людмила Булдакова, педагог за освітою, працювала директором взуттєвого магазину.

## Громадянська позиція
Актор Олексій Булдаков мав антиукраїнську позицію. У березні 2014 року підписав листа на підтримку політики президента Росії Путіна щодо російської військової інтервенції в Україну, за що був внесений до бази сайту «Миротворець».

## Творчий доробок

### Фільмографія
| Рік  |   | Назва                                                | Роль                                                 |    |
| ---- | - | ---------------------------------------------------- | ---------------------------------------------------- | -- |
| 1982 | ф | Крізь вогонь                                         | Савелій                                              | ру |
| 1982 | ф | Народився я в Сибіру                                 | знімався                                             | ру |
| 1982 | ф | Сліди залишаються                                    | Шахов                                                | ру |
| 1983 | ф | Небувальщина                                         | солдат                                               | ру |
| 1983 | ф | Семен Дежньов                                        | Семен Дежньов                                        | ру |
| 1983 | ф | Місце дії                                            | полковник, начальник міліції мікрорайону             | ру |
| 1984 | ф | Вісім днів надії                                     | Костя Голубицький                                    | ру |
| 1984 | ф | В лісах під Ковелем                                  | О. Ф. Федоров                                        | ру |
| 1984 | ф | За два кроки від «Раю»                               | старшина Толстих                                     | ру |
| 1985 | ф | Заради кількох рядків                                | Максимович, військовий шофер                         | ру |
| 1985 | ф | Осінні ранки                                         | знімався                                             | ру |
| 1985 | ф | Ось моє село ...                                     | Павло Зузєнок                                        | ру |
| 1985 | ф | Іван Бабушкін                                        | Уссольцев                                            | ру |
| 1985 | ф | Пароль знали двоє                                    | Дмитро Якимович Шипов                                | ру |
| 1985 | ф | Протистояння                                         | директор таксопарку                                  | ру |
| 1985 | ф | Навчися танцювати                                    | Антон Михайлович Деркач, батько Лариси,              | ру |
| 1986 | ф | Знак біди                                            | Космачов                                             | ру |
| 1986 | ф | Крижані квіти                                        | знімався                                             | ру |
| 1986 | ф | Особистий інтерес                                    | парторг                                              | ру |
| 1986 | ф | Замах на ГОЕЛРО                                      | Воробйов                                             | ру |
| 1986 | ф | Тихе розслідування                                   | Рябінін                                              | ру |
| 1986 | ф | Державний кордон. Рік Сорок перший                   | морально нестійкий боєць                             | ру |
| 1987 | ф | Одного разу збрехавши…                               | передовик Сергій Пивоваров                           | ру |
| 1987 | ф | Моонзунд                                             | Дибенко                                              | ру |
| 1987 | ф | Мандрівник                                           | ієромонах Діонісій                                   | ру |
| 1987 | ф | Хочете — кохаєте, хочете — ні...                     | Артем                                                | ру |
| 1987 | ф | Призовники                                           | Тренер                                               | ру |
| 1988 | ф | За все заплачено                                     | Храмов                                               | ру |
| 1988 | ф | Опік                                                 | Василь Держаков                                      | ру |
| 1988 | ф | Повістка до суду                                     | Іван                                                 | ру |
| 1988 | ф | Стомлене сонце (СРСР, КНДР)                          | знімався                                             | ру |
| 1988 | ф | Хліб — іменник                                       | Орланін                                              | ру |
| 1989 | ф | Караул                                               | начальник варти, старший прапорщик                   | ру |
| 1989 | ф | Кому на Русі жити...                                 | Іван Бачурін                                         | ру |
| 1989 | ф | Мати                                                 | Степан Сомов                                         | ру |
| 1989 | с | Увійди в кожен будинок                               | знімався                                             | ру |
| 1990 | ф | Немає чужої землі                                    | Михайло Бестужев                                     | ру |
| 1990 | с | Плач перепілки                                       | Брава Живатовський                                   | ру |
| 1991 | ф | Група ризику                                         | Юрій Михайлович Сладков                              | ру |
| 1991 | ф | Два кроки до тиші                                    | полковник Руденко                                    | ру |
| 1991 | ф | Кешка і спецназ                                      | Товстячок                                            | ру |
| 1991 | ф | Хміль                                                | праведник Третьяк                                    | ру |
| 1992 | с | Білі одежі (Білорусь)                                | Кондаков                                             | ру |
| 1993 | ф | Трам-тарарам, або Бухти-барахти                      | Миколайович                                          | ру |
| 1994 | ф | Вальсуючі напевно                                    | знімався                                             | ру |
| 1994 | ф | Вогненний стрілець                                   | знімався                                             | ру |
| 1995 | ф | Особливості національного полювання                  | Генерал Іволгін                                      | ру |
| 1995 | ф | За що? (Росія, Польща)                               | капітан                                              | ру |
| 1995 | ф | Пионерка Мері Пікфорд (Україна)                      | знімався                                             | ру |
| 1995 | ф | Син за батька (Росія, Білорусь)                      | підприємець, в минулому автомеханік Льоша            | ру |
| 1995 | ф | Ширлі-мирлі                                          | пілот                                                | ру |
| 1995 | ф | Я — російський солдат                                | Степан Матвійович                                    | ру |
| 1996 | ф | Повернення броненосця (Білорусь, Росія)              | Панкрат                                              | ру |
| 1996 | ф | Справи смішні — справи сімейні                       | знімався                                             | ру |
| 1996 | с | Полуничка                                            | Ваня Потапов                                         | ру |
| 1996 | с | Королева Марго                                       | суддя                                                | ру |
| 1996 | ф | Операція «З Новим роком!»                            | Генерал Іволгін                                      | ру |
| 1996 | ф | Привіт, дурні!                                       | Виконроб                                             | ру |
| 1996 | ф | Птахи без гнізд (Білорусь)                           | знімався                                             | ру |
| 1997 | ф | Ніч жовтого бика (Туркменістан)                      | знімався                                             | ру |
| 1997 | ф | Справи Лоховського (Білорусь)                        | красунчик                                            | ру |
| 1998 | ф | Особливості національної риболовлі                   | Генерал Іволгін                                      | ру |
| 1998 | ф | Блокпост                                             | генерал                                              | ру |
| 1998 | ф | На жвавому місці                                     | Макарич                                              | ру |
| 1999 | с | Д. Д. Д. Досьє детектива Дубровського                | Піноккіо                                             | ру |
| 1999 | с | Що сказав небіжчик (Росія, Польща)                   | Патлатий                                             | ру |
| 2000 | ф | Зорка Венера (Білорусь)                              | батько Павли                                         | ру |
| 2000 | ф | Особливості національного полювання в зимовий період | Генерал Іволгін                                      | ру |
| 2001 | с | Ідеальна пара                                        | Сеня                                                 | ру |
| 2001 | ф | Герой її роману                                      | Віктор «шеф»                                         | ру |
| 2001 | с | Курортний роман                                      | знімався                                             | ру |
| 2001 | с | Медики                                               | знімався                                             | ру |
| 2002 | ф | Племінник, або Російський бізнес 2                   | Жук                                                  | ру |
| 2002 | ф | Таємна сила                                          | Жабрей                                               | ру |
| 2003 | ф | Love-сервіс                                          | працівник фірми «Love-сервіс»                        | ру |
| 2003 | ф | Валізи Тульса Люпера: від Сарка до кінця             | полковник Котч                                       | ру |
| 2003 | с | Янгол на дорогах                                     | знімався                                             | ру |
| 2003 | ф | Антикілер 2: Антитерор                               | Олексій Іванович Нирков                              | ру |
| 2003 | ф | Детектив по-російськи                                | підполковник міліції                                 | ру |
| 2003 | ф | Життя шкереберть                                     | Горинич                                              | ру |
| 2003 | ф | Особливості національної політики                    | Генерал Іволгін                                      | ру |
| 2003 | с | Смугасте літо                                        | Достоєвський                                         | ру |
| 2003 | с | Сібірочка                                            | Михалич                                              | ру |
| 2003 | ф | З Новим роком! З новим щастям!                       | Знімався                                             | ру |
| 2003 | с | Ділянка                                              | механізатор Мікішін                                  | ру |
| 2003 | ф | Ювілей прокурора                                     | Сан Санич                                            | ру |
| 2004 | с | Хлопці зі сталі                                      | Борис Дранников                                      | ру |
| 2004 | ф | Секрет Фараона                                       | знімався                                             | ру |
| 2004 | ф | Таємниця «Вовчої пащі»                               | майор Блінов                                         | ру |
| 2005 | с | Зцілення любов'ю (Україна)                           | Михайло Макарович Родь                               | ру |
| 2005 | с | Ведмідь                                              | Єгоров                                               | ру |
| 2005 | ф | Феномен                                              | Кривий                                               | ру |
| 2006 | с | Вовчиця                                              | слідчий Юрій Скрябін                                 | ру |
| 2006 | с | Зачарована дільниця                                  | Мікішін                                              | ру |
| 2006 | с | Кром                                                 | знімався                                             | ру |
| 2006 | ф | Парк радянського періоду                             | адмірал                                              | ру |
| 2006 | ф | Театральний капкан                                   | Антон Вербицький                                     | ру |
| 2006 | ф | Квіти для Снігової королеви                          | Борис Миколайович Волков                             | ру |
| 2007 | ф | Вечірня казка (Україна)                              | Федір                                                | ру |
| 2007 | с | Затемнення                                           | Косач                                                | ру |
| 2007 | с | Пригоди солдата Івана Чонкіна                        | генерал Дринов                                       | ру |
| 2007 | с | Терміново в номер                                    | сторож                                               | ру |
| 2007 | с | Троє зверху 2                                        | Платон Хомич                                         | ру |
| 2007 | ф | Подряпина                                            | Володимир Валерійович                                | ру |
| 2007 | с | Чужі таємниці (Україна)                              | Покатілов                                            | ру |
| 2008 | ф | Гітлер капут!                                        | Кузьмич                                              | ру |
| 2008 | ф | Гра                                                  | Ернест Карлович                                      | ру |
| 2008 | с | Далі буде                                            | В'ячеслав Морозов                                    | ру |
| 2008 | с | Солдати-15. Новий заклик                             | генерал                                              | ру |
| 2009 | с | І була війна                                         | Іван Григорович Заварухін                            | ру |
| 2009 | ф | Втеча з «Нового життя» (Україна)                     | Барсуков                                             | ру |
| 2009 | ф | Людина з бульвару Капуцинок                          | Гарік                                                | ру |
| 2010 | с | Одружити мільйонера!                                 | Семен Ухаров                                         | ру |
| 2010 | ф | Олімпійське селище                                   | голова                                               | ру |
| 2010 | ф | Стомлені сонцем 2: Предстояння                       | Семен Будьонний                                      | ру |
| 2010 | с | Москва. Три вокзали                                  | Модест Річардович Кузьменко, бомж-інтелектуал "Боба" | ру |
| 2011 | с | Лісник                                               | Гліб Терентійович Сивий                              | ру |
| 2011 | с | Опудало 2                                            | Судаков                                              | ру |
| 2013 | ф | Папуга Club                                          | озвучування                                          | ру |
| 2013 | ф | Перша осінь війни                                    | старшина Олійник                                     | ру |
| 2014 | ф | Горчаков                                             | Веніамін                                             | ру |
| 2015 | ф | Душа шпигуна                                         | Болон'я                                              | ру |
| 2017 | ф | Доярка і лопух                                       |                                                      | ру |